# Of Montreal
of Montreal – amerykański zespół indiepopowy, założony w 1997 roku w Athens.

## Dyskografia

### Albumy
- 1997 Cherry Peel (Bar/None Records)
- 1998 The Bedside Drama: A Petite Tragedy (Kindercore Records)
- 1999 The Gay Parade (Kindercore)
- 2001 Coquelicot Asleep in the Poppies: A Variety of Whimsical Verse (Kindercore)
- 2002 Aldhils Arboretum (Kindercore)
- 2004 Satanic Panic in the Attic (Polyvinyl Record Co.)
- 2005 The Sunlandic Twins (Polyvinyl)
- 2007 Hissing Fauna, Are You the Destroyer? (Polyvinyl, #72 US)
- 2008 Skeletal Lamping (Polyvinyl)
- 2010 False Priest (Polyvinyl)
- 2012 Paralytic Stalks (Polyvinyl)
- 2013 Lousy With Sylvianbriar (Polyvinyl)
- 2015 Aureate Gloom (Polyvinyl)
- 2016 Innocence Reaches (Polyvinyl)
- 2018 White Is Relic/Irrealis Mood (Polyvinyl)
- 2020 Ur Fun (Polyvinyl)

### Składanki
- 2000 Horse & Elephant Eatery (No Elephants Allowed): The Singles and Songles Album (CD/LP, Bar/None)
- 2001 The Early Four Track Recordings (CD/LP, Kindercore)
- 2001 An Introduction to of Montreal (LP, Earworm Records)
- 2003 If He Is Protecting Our Nation, Then Who Will Protect Big Oil, Our Children? (CD, Track & Field Organisation)
- 2004 The Gladiator Nightstick Collection (LP, Devil in the Woods)
- 2006 Satanic Twins (limited edition LP/digital release, Polyvinyl)
- 2006 of Montreal Sampler (free promo CD, Polyvinyl)

### EPki
- 1997 The Bird Who Ate the Rabbit's Flower (CD/LP, Kindercore)
- 1998 The Bird Who Continues to Eat the Rabbit's Flower (CD/LP, Kindercore)
- 2006 Deflated Chime, Foals Slightly Flower Sibylline Responses (CD, Polyvinyl)
- 2007 Icons, Abstract Thee (CD, Polyvinyl)
- 2007 Sony Connect Set (digital, Sony Connect/Polyvinyl)
- 2010 thecontrollersphere
- 2017 Rune Husk

### Single
- 1998 "Nicki Lighthouse" (7", 100 Guitar Mania)
- 1999 "Happy Happy Birthday To Me Singles Club: November" (7", Happy Happy Birthday To Me Records)
- 2000 "Archibald of the Balding Sparrows" (7", Kindercore, split z Marshmallow Coast)
- 2001 "Kindercore Singles Club: September" (7", Kindercore, split z Ladybug Transistor)
- 2001 "Split With the Late B.P. Helium" (7", Jonathan Whiskey)
- 2003 "Jennifer Louise" (7", Track & Field)
- 2004 "I was a Landscape in Your Dream" (7", Harvest Time Recordings)
- 2006 "Microuniversity" (7", Park the Van Records)
- 2006 "Voltaic Crusher"/"Undrum to Muted Da" (7", Suicide Squeeze Records)
- 2006 "She's a Rejecter" (7", Polyvinyl)
- 2007 "Suffer For Fashion" (CD, Polyvinyl)
- 2007 "Gender Mutiny Tour" (7", Polyvinyl)

### Soundtracki
- 2008 Cloverfield
- 2005 Music from the OC: Mix 5 (Warner Bros./Wea)